# وقت التنفيذ المشترك للغات

يحول CLR اللغة المشتركة الوسيطة (CIL) إلى كود لغة الآلة

إن وقت التنفيذ المشترك للغات (بالإنجليزية: Common Language Runtime) أو اختصاراً (CLR) هو الآلة الافتراضية الخاصة بـإطار عمل دوت نت والمسؤولة عن إدارة تنفيذ برامج دوت نت. يُحوّل الكود المصرّف إلى تعليمات لغة الآلة من خلال إجراء يعرف باسم الـترجمة في الوقت المناسب (بالإنجليزية: Just-In-Time compilation) أو اختصاراً (JIT)، ثم ينفذ المعالج هذه التعليمات. يوفر CLR خدمات أخرى مثل إدارة الذاكرة والتحقق من سلامة الأنماط ومعالجة الاستثناءات.
يقوم CLR بتنفيذ كافة البرامج المطورة ضمن بيئة دوت نت أياً كانت لغة البرمجة المستخدمة. حيث يوفر معالجةً للاستثناءات وجمعاً للقمامة وإدارةً للخيوط وتحتوي كافة إصدارات دوت نت على إصدارٍ من CLR.
إن CLR هو تحقيق مايكروسوفت لمعيار البنية التحتية المشتركة للغات (بالإنجليزية: Common Language Infrastructure) أو اختصاراً (CLI).